# Пер Лоденіус
Пер Лоденіус (народився 28 лютого 1966 року в Норртельє, Швеція) — шведський викладач і член парламенту, колишній підприємець.

## Життєпис
Починав працювати у 1987 році продавцем. Після закінчення Стокгольмської школи освіти у 1988 році працював вчителем. У 2005—2006 роках працював в Управлінні освіти та культури міста Дандерида.
Пер Лоденіус обирався членом міської ради Норртальє на виборах 1994 року.
На виборах 2006 року він був обраний депутатом Рикстагу від партії центру в окрузі Стокгольм. Він був заступником члена комітету з освіти з 2006 року та речником з питань спеціальної освіти. З 2011 року Лоденіус був рядовим членом Комітету з питань культури парламенту та речником партії Центру з питань культури.
У період з 2011 по 2015 роки Лоденіус працював окружним головою партії центру в окрузі Стокгольм. Він є членом групи тверезості парламенту та Форуму людей з обмеженими можливостями Риксдага, а також Парламентської асоціації Швеції.
Переобирався депутатом Рикстагу від партії центру у 2014 та 2018 роках.